# کانایرز (کالیفرنیا)
کانایرز (به انگلیسی: Kanawyers) یک منطقهٔ مسکونی در ایالات متحده آمریکا است که در شهرستان فرسنو، کالیفرنیا واقع شده‌است. کانایرز ۱٬۵۳۰ متر بالاتر از سطح دریا واقع شده‌است.